# Baierwein-Museum

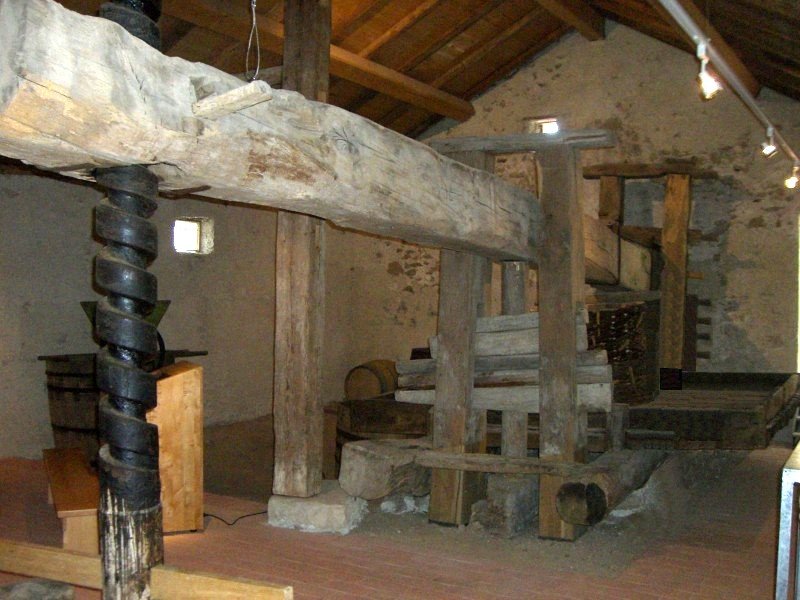
Die historische Weinpresse im Biethaus von Bach an der Donau

Das Baierwein-Museum ist ein Museum zur Geschichte des Weinbaus in Altbayern, insbesondere des Baierweins in der oberpfälzischen Gemeinde Bach an der Donau.
Das Museum, eröffnet im Jahr 1998, ist in einem Biethaus aus dem 14. Jahrhundert eingerichtet und enthält eine der ältesten Weinpressen Deutschlands, datiert auf das Jahr 1615. Im Mai 2008 wurde ein Erweiterungsbau mit zahlreichen Exponaten zum Weinbau aus der Region und mit deutlich vergrößertem Informationsangebot eröffnet, außerdem die Außenanlagen neu gestaltet. In einer Computeranimation wird im Presshaus der Vorgang des Weinpressens erklärt. Zu sehen sind im Anbau die traditionellen Geräte des Weinbaus wie Traubenmühle, Spindelpresse oder Weinfilter, darüber hinaus ein geschichtlicher Abriss des Weinbaus auf Wandtafeln und Filmvorführungen. Am Museumsweinberg findet sich ein Weinlehrpfad mit Erklärung der wichtigsten Rebsorten der Region.
In der Schriftenreihe Baierwein-Museum mit Beiträgen zur Geschichte des Weinbaues in Altbayern erschienen bislang 26 Ausgaben.